# بدلکاران ۱۳
گروه بدلکاران ۱۳ در ۱۳ بهمن ۱۳۸۵ توسط ارشا اقدسی تأسیس شد و به‌طور فعال در ایران و کشورهای دیگر در حال همکاری با سینما، تئاتر و تلویزیون است. ارشا اقدسی، موسس این گروه در تاریخ ۱۳ مرداد ۱۴۰۰ درگذشت.

## اعضا
این گروه شامل:
- ارشا اقدسی (سرپرست و هماهنگ‌کننده در ۱۳ مرداد درگذشت)[۱]

امیر میراخورلی
محسن خداپرست
مهنوش مرادی
هاتف غلامى
شایان کامروز
محمد بشردوست
مهیار بشردوست
سینا نظری ثابت
احمد عبداللهی

## فعالیت‌ها

### فیلم‌های ایرانی
| شماره | نام فیلم            | کارگردان       | سال ساخت |
| ----- | ------------------- | -------------- | -------- |
| ۱     | پسر تهرانی          | کاظم راست‌گفتار | ۱۳۸۷     |
| ۲     | پسر آدم دختر حوا    | رامبد جوان     | ۱۳۸۷     |
| ۳     | زندگی با چشمان بسته | رسول صدر عاملی | ۱۳۸۷     |
| ۴     | کیفر                | حسن فتحی       | ۱۳۸۸     |
| ۵     | طبقه سوم            | بیژن میرباقری  | ۱۳۸۸     |
| ۶     | دختر شاه پریون      | کامران قدکچیان | ۱۳۸۹     |
| ۷     | انتهای خیابان هشتم  | علیرضا امینی   | ۱۳۸۹     |
| ۸     | جرم                 | مسعود کیمیایی  | ۱۳۸۹     |
| ۹     | اخلاقتو خوب کن      | مسعود اطیابی   | ۱۳۹۰     |
| ۱۰    | راه آبی ابریشم      | محمد بزرگ نیا  | ۱۳۹۰     |
| ۱۱    | پله آخر             | علی مصفا       | ۱۳۹۰     |
| ۱۲    | گشت ارشاد           | سعید سهیلی     | ۱۳۹۰     |
| ۱۳    | چارسو (فیلم)        | فرهاد نجفی     | ۱۳۹۰     |
| ۱۴    | خاک و مرجان         | مسعود اطیابی   | ۱۳۹۱     |
| ۱۵    | حوض نقاشی           | مازیار میری    | ۱۳۹۱     |
| ۱۶    | به خاطر پونه        | هاتف علیمردانی | ۱۳۹۱     |
| ۱۷    | مردن به وقت شهریور  | هاتف علیمردانی | ۱۳۹۲     |
| ۱۸    | خط ویژه             | مصطفی کیایی    | ۱۳۹۲     |
| ۱۹    | آرایش غلیظ          | حمید نعمت‌الله  | ۱۳۹۲     |
| ۲۰    | سیزده               | هومن سیدی      | ۱۳۹۲     |
| ۲۱    | متروپل              | مسعود کیمیایی  | ۱۳۹۲     |
| ۲۲    | خواب زده‌ها          | فریدون جیرانی  | ۱۳۹۳     |
| ۲۳    | شهر موش‌ها ۲         | مرضیه برومند   | ۱۳۹۳     |

### سریال‌های ایرانی
- رقص روی شیشه (مهدی گلستانه)
- سال‌های دور از خانه (مجید صالحی)
- ساخت ایران (محمد حسین لطیفی)
- قلب یخی ۳ (سامان مقدم)
- رالی ایرانی (آرش معیریان)
- سقوط آزاد (علیرضا امینی)
- مسیر انحرافی (بهرنگ توفیقی)
- پایتخت۶ (سیروس مقدم)

### تئاترها
- قحطی نور (امین حیایی)

### فیلم‌های خارجی
| سال ساخت | کارگردان        | نام فیلم         | شماره |
| -------- | --------------- | ---------------- | ----- |
| ۲۰۱۰     | رفیع پیتز       | شکارچی           | ۱     |
| ۲۰۱۲     | Cem Gul         | Kaos örümcek agi | ۲     |
| ۲۰۱۲     | سام مندس        | اسکای‌فال         | ۳     |
| ۲۰۱۴     | پل اشریدر       | مرگ روشنایی      | ۴     |
| ۲۰۱۴     | Siddharth Anand | بنگ بنگ!         | ۵     |

جوایز:
بهترین پرش با ماشین در جشنواره جهانی بدلکاران -روسیه -۲۰۱۴